# Pej Hszing
Pej Hszing (Pei Xing) kínai hivatalnok és író a Tang-dinasztia idején. Fő műve, a mintegy 30 elbeszélést tartalmazó Csuan csi (Chuan qi) (传奇 / 傳奇; magyarul: Különös történetek).

## Élete és munkássága
Pej Hszing (Pei Xing) életrajza nem maradt fenn, az életével kapcsolatban csak kevés részlet ismert. Bizonyosan annyi állapítható meg, hogy a 9. század hatvanas-hetvenes éveiben Csinghaj (Jinghai)ban (靜海) Kao Pien (Gao Pian) (821–887; 高骈 / 高駢) katonai alkormányzó titkáraként dolgozott. 878-ban kinevezték Csengtu (Chengdu) alkormányzójává. Miként születési dátuma, úgy halálának ideje is ismeretlen. 
Kao Pien (Gao Pian) alkormányzó buzgó híve volt a varázslatoknak lelkesen tanulmányozta az alkímiát, míg nem egy helyi felkelés során az életét vesztette. A hagyomány szerint ő volt az, aki Pej Hszing (Pei Xing)et írásra ösztönözte. Fő műve, a Csuan csi (Chuan qi) (传奇 / 傳奇; magyarul: Különös történetek) A Tang-kori elbeszélés-irodalom egyik legkiemelkedőbb alkotása, címe később magának a műfajnak is az elnevezésévé vált. A gyűjteménynek ma mintegy 30 darabja ismert, amelyek zömében a Taj-ping kuang-csi (Taiping guangji) című gyűjteményben maradtak fenn. 
Az elbeszélésekből megállapítható, hogy a szerzőre igen erős hatással volt az alkormányzó taoista misztikum iránti elkötelezettsége. Az elbeszélés gyűjtemény legkiválóbb és legnagyobb hatású darabjai például A jádemozsár és mozsártörő (Pej Hang (Pei Hang) 裴航), A déltengeri rabszolga (Kun-lun nu (Kunlun nu) 崑崙奴) és a Nie Jin-niang (Nie Yinniang), a bérgyilkoslány (Nie Jin-niang (Nie Yinniang) 聶隱娘).

## Magyarul
- A déltengeri rabszolga; ford., ill., utószó Tokaji Zsolt; Terebess, Bp., 1999
- Különös történetek; ford., utószó Tokaji Zsolt; Fapadoskonyv.hu, Bp., 2011 (Bonsai books)